# 柳廷事件

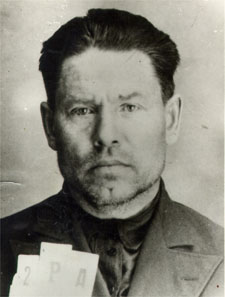
1936年的马特米扬·柳廷

柳廷事件（俄语：Союз марксистов-ленинцев）发生于1932年，是全联盟共产党（布尔什维克）（联共（布））内部最后一次反对时任总书记约瑟夫·斯大林的尝试。

## 背景
马特米扬·柳廷（1890年至1937年）生于伊尔库茨克，1914年加入俄国社会民主工党，是一位老布尔什维克:xvi，1920年代曾担任莫斯科党委书记，1927年12月至1930年9月为联共（布）中央委员会候补委员（无投票权），支持党内共产主义理论家布哈林、苏联部长会议主席李可夫领导的“右翼反对派”。当布哈林和李可夫在1928年至1930年被斯大林打败并降职，柳廷也遭到降职，1930年9月被开除出党:52，六周后因反对意见而遭逮捕。1931年1月17日释放后重新入党。再次入党后，柳廷仍然私下反对斯大林政权:34。

## 马列主义者联盟
虽然斯大林牢固掌握了共产党，各种反对意见都可能招致开除出党及流放，但是柳廷仍然决定秘密采取行动。1932年6月，柳廷编写传单，题为《向全联盟共产党党员的呼吁书》以及一份将近200页的文件《斯大林及无产阶级专政的危机》（通称“柳廷纲领”），以此呼吁结束强行集体化（与农民讲和），放缓实行工业化，恢复之前开除出党的人的党籍（包括托洛茨基）并“重新开始”。纲领的13章中有4章对斯大林的性格进行分析，柳廷称斯大林为“革命的掘墓人”、“党和革命的邪恶天才”。柳廷的《呼吁书》更具煽动性，他认为“必须用强制力量免去斯大林的职务”，呼吁读者“在列宁主义的旗帜下在各地建立联盟党支部以清洗斯大林领导集体”。他还不止一次讨论过暗杀斯大林，认为这不仅可能，而且是解决斯大林的唯一办法，但从未付诸实施:225。
柳廷在身边召集了一批志同道合的朋友，并称己方为“马列主义者联盟”。他们于1932年夏季和秋季向工人和反对派散发《呼吁书》:xix。布哈林原来的同事“红色教授”亚历山大·施列普科夫、扬·斯坦帮助散发了这些声明，斯坦将文件交到了加米涅夫和季诺维也夫手中，而施列普科夫则将文件交到了哈尔科夫的托派团体手中。几乎所有的右翼反对派如托姆斯基、乌格拉诺夫、李可夫都见到了《呼吁书》。本雅明·卡尤罗夫也加入了该团体。很快，组织内部的告密者向国家政治保卫总局告密。 当年9月22日柳廷及其他嫌疑人被捕:xix。
9月27日，联共（布）中央监察委员会主席团仓促召开会议，调查柳廷集团。有24名成员参加，包括扬·埃内斯托维奇·鲁祖塔克、叶梅利扬·米哈伊洛维奇·雅罗斯拉夫斯基、阿维尔·萨弗洛诺维奇·耶努吉泽、阿伦·索尔茨和列宁的妹妹玛丽亚·乌里扬诺娃等人。委员会授权国家政治保卫总局调查“尚未被发现的柳廷反革命集团成员”，“让这些白卫军犯罪分子见识一下革命法律的严酷”。10月9日，委员会发布主席团最终报告，开除24人党籍:xix，并将其从莫斯科流放。联盟成员被指为“堕落分子、苏维埃权力和共产主义的敌人、党和工人阶级的叛徒、试图打着假冒的马列主义旗号，为全面复辟资本主义并在苏联恢复富农统治，建立地下的资产阶级富农组织”。国家政治保卫总局组成了由主席维亚切斯拉夫·鲁道福维奇·缅任斯基、其继任者亨里希·雅戈达、后来的内务人民委员弗谢沃洛德·巴利茨基组成的三人委员会，并正式决定对柳廷提出指控。在中央政治局会议上，虽然斯大林据传支持判处死刑，但是最终柳廷被判10年徒刑，流放至乌拉尔山上乌拉尔斯克的监狱。后来柳廷得以返回莫斯科东北弗拉基米尔市附近的苏兹达尔:xx。国家政治保卫总局将此事上报给了政治局:225。

## 历史分析
有关此次中央政治局会议的记录尚未被发现。包括罗伯特·康奎斯特在内的许多历史学家采纳了鲍里斯·尼古拉夫斯基在1936年《一位老布尔什维克的信》中首先提出的观点，认为政治局当中存在着温和派和强硬派间的分歧。斯大林认为由于《呼吁书》可能引发读者诉诸恐怖主义行为发动宫廷政变，所以应当判柳廷死刑:xx。而政治局中的温和派由于不愿违背列宁禁止布尔什维克互相残杀的要求而反对斯大林:225。据说，谢尔盖·米罗诺维奇·基洛夫“坚决反对死刑”并得到了奥尔忠尼启则、瓦列里安·弗拉基米罗维奇·古比雪夫、斯塔尼斯拉夫·维肯季耶维奇·科西奥尔、鲁祖塔克不同程度的支持。而斯大林只得到了卡冈诺维奇的支持。柳廷后被严判十年徒刑。前联合反对派领导人加米涅夫和季诺维也夫，由于读了柳廷纲领，于1932年10月被开除出党，因未向秘密警察报告该事件，季诺维也夫被流放至哈萨克斯坦库斯塔奈，加米涅夫被流放至东西伯利亚米努辛斯克:54。
柳廷最终在大清洗期间于1937年1月10日遭到处决，同年柳廷的大儿子瓦西里在列福尔托沃监狱（1910年生）被处决，小儿子维萨里昂（1913年生）在中亚被处决，妻子死于哈萨克斯坦卡拉干达的古拉格。只有柳廷的女儿存活下来。1956年苏共二十大时，柳廷女儿要求为她的父亲和兄弟平反但未获成功。1988年6月13日，苏联最高法院正式为柳廷平反:xv。

## 拓展阅读
- Nikolaevsky, Boris I. . . Praeger. 1965.